# ماريانو دل فريولي
ماريانو ديل فريولي (بالإيطالية: Mariano del Friuli)‏ هي بلدة ومدينة في مقاطعة غوريزيا ، وهي جزء من منطقة فريولي فينيتسيا جوليا في شمال شرق إيطاليا. وهي مسقط رأس حارس مرمى المنتخب الإيطالي السابق دينو زوف.